# دونالد بلینکن
دونالد مایر بلینکن (زاده ۱۱ نوامبر ۱۹۲۵ – درگذشته ۲۲ سپتامبر ۲۰۲۲) تاجر و دیپلمات آمریکایی بود. که از سال ۱۹۹۴ تا ۱۹۹۷ به عنوان سفیر ایالات متحده در مجارستان خدمت کرد. و پسر او، آنتونی بلینکن، وزیر امور خارجه حال حاضر جو بایدن، رئیس‌جمهور فعلی ایالات متحده است.

## اوایل زندگی
دونالد بلینکن در ۱۱ نوامبر ۱۹۲۵ در یانکرز، نیویورک به دنیا آمد. وی پسر موریس بلینکن و همسرش، اتل (هورویتز) بود. پدر و مادرش هر دویهودی تبار بوده و پدرش اصالتاً اهل کیف (پایتخت کنونی اوکراین) بود. پدربزرگ او نویسنده یهودی‌تبار آمریکایی مایر بلینکن بود. بلینکن دو برادر به نام‌های آلن و رابرت داشت.
آن سه برادر هم در شهر نیویورک و هم در یانکرز بزرگ شدند. و در مدرسه هوراس مان شرکت به تحصیل پرداختند بلینکن پس از خدمت در نیروی هوایی ارتش ایالات متحده در سال ۱۹۴۴ و در طی جنگ جهانی دوم، در سال ۱۹۴۸ با مدرک لیسانس اقتصاد از دانشگاه هاروارد فارغ التحصیل شد،

## زندگی کاری
بلینکن در سال ۱۹۵۶ ضمن آشنایی با مارک روتکو یک کلکسیونر آثار هنری شد. او از سال ۱۹۷۶ تا ۱۹۸۹ رئیس بنیاد مارک روتکو بود. در سال ۱۹۸۴، این بنیاد ۱۰۰۰ اثر هنری را در موزه‌هایی از جمله به گالری ملی هنر توزیع کرد.
او به عنوان مدیر و رئیس هیئت مدیره برای کمپانی واربورگ پینکوس (Warburg Pincus) خدمت کرد. همچنین از سال ۱۹۷۰ تا ۱۹۷۶، بلینکن رئیس آکادمی موسیقی بروکلین بود. او در سپتامبر ۱۹۷۶ توسط فرماندار هیو کری به عضویت هیئت امنای دانشگاه ایالتی نیویورک درآمد و در سال ۱۹۷۸ به عنوان رئیس هیئت مدیره منصوب شد. اما هیئت مدیره با فرماندار ماریو کومو درگیر شد زیرا کومو از هیئت مدیره می‌خواست هزینه‌ها را کاهش دهد. بدین ترتیب بلینکن در اکتبر ۱۹۸۹ استعفای خود را از هیئت مدیره اعلام کرد که با تعیین جانشین وی در سال ۱۹۹۰ اجرایی شد.
در دوران ریاست جمهوری جیمی کارتر، بلینکن در هیئت نامزدی ویژه دادگاه استیناف ایالات متحده حضور داشت. در سال ۱۹۹۴، رئیس‌جمهور بیل کلینتون، بلینکن را به عنوان سفیر ایالات متحده در مجارستان معرفی کرد. او توسط سنای ایالات متحده تأیید شد و تا سال ۱۹۹۷ در این نقش خدمت کرد. همچنین از سال ۲۰۰۰ تا ۲۰۰۴، بلینکن دبیرکل فدراسیون جهانی انجمن‌های سازمان ملل بود.

## زندگی شخصی
بلینکن در ساختمان ریور هاوس واقع در منهتن نیویورک ونیز در شهر همپتون شرقی(East Hampton)، نیویورک زندگی می‌کرد.
بلینکن در سال ۱۹۵۸ با جودیت فرم ازدواج کرد اما سرانجام در سال ۱۹۷۱ به طلاق انجامید و سپس در سال ۱۹۷۵ با ورا ازدواج کرد. ورا یک بازمانده از هولوکاست در مجارستان در طول جنگ جهانی دوم بود. در سال ۲۰۰۹، این زوج خاطرات خود را در مورد فرار ورا از مجارستان کمونیستی و بازگشتشان به مجارستان در دوره او به عنوان سفیر ایالات متحده منتشر کردند. در سال ۲۰۱۵، آرشیو جامعه باز در مجارستان پس از دریافت کمک مالی بزرگ از سوی این زوج، به آرشیو جامعه باز ورا و دونالد بلینکن تغییر نام داد.
پسر او، آنتونی بلینکن، از اولین ازدواجش، وزیر امور خارجه ایالات متحده در دوران ریاست جمهوری جو بایدن است.
بلینکن در ۲۲ سپتامبر ۲۰۲۲ در سن ۹۶ سالگی در ایست همپتون درگذشت.